# Byung-Chul Han

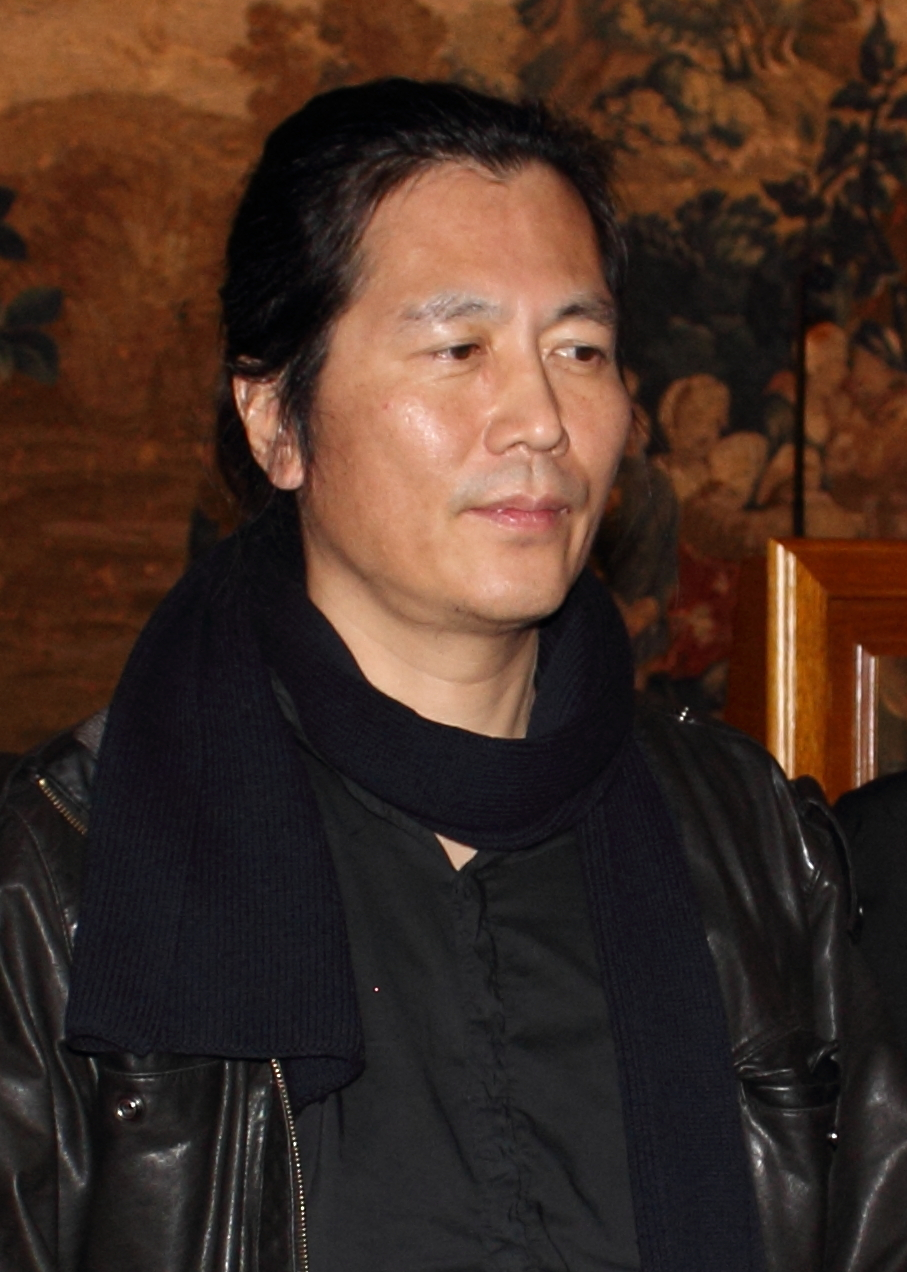
Byung-Chul Han, 2015

Byung-Chul Han (Koreanisch: 한병철, Hanja: 韓炳哲 Han Byeong-cheol; * 1959 in Seoul, Südkorea) ist ein südkoreanisch-deutscher Philosoph, Kulturwissenschaftler und Autor.

## Leben
Han studierte zunächst Metallurgie in Seoul, bevor er sich dazu entschloss, in Freiburg im Breisgau und München Philosophie, deutschsprachige Literatur und katholische Theologie zu studieren. Er wurde 1994 in Freiburg mit der Studie Heideggers Herz. Zum Begriff der Stimmung bei Martin Heidegger promoviert. 2000 habilitierte sich Byung-Chul Han mit der phänomenologischen Studie „Tod und Alterität“ in Philosophie an der Universität Basel. Anschließend war er bis 2010 Privatdozent am dortigen philosophischen Seminar. Im selben Jahr wechselte er an die Staatliche Hochschule für Gestaltung Karlsruhe, an der er bis 2012 als Professor für Philosophie und Medientheorie tätig war. Von 2012 bis 2017 war Han Professor für Philosophie und Kulturwissenschaft an der Universität der Künste Berlin. Han lebt in Berlin.
2015 erhielt er Le Prix Bristol des Lumières. 2016 wurde ihm der Salzburger Landespreis für Zukunftsforschung verliehen. Han gehört zu den Initiatoren der Charta der Digitalen Grundrechte der Europäischen Union, die Ende November 2016 veröffentlicht wurde. 2025 erhielt er den Prinzessin-von-Asturien-Preis in der Kategorie „Kommunikation und Humanwissenschaft“.
Seine Bücher sind bisher in mehr als 20 Sprachen übersetzt worden.
Zu Byung-Chul Hans Forschungsschwerpunkten gehören die Phänomenologie, die Philosophie der Moderne und des Poststrukturalismus, die Ästhetik sowie die Sozial-, Kultur-, Religions- als auch die Medienphilosophie. Sein Denken ist stark von Martin Heidegger, Jacques Derrida, Emmanuel Levinas, Jean-François Lyotard sowie vom Zen-Buddhismus geprägt.

## Werk
Han wurde mit seinem Essay Die Müdigkeitsgesellschaft (2010) einem breiteren Publikum weltweit bekannt. Darin diagnostiziert Han, dass in modernen Gesellschaften nur noch die Effizienz und die neoliberale Vermarktungslogik eines Jeden zähle. Die Folge seien Sinnlosigkeit, Depression und vor allem Müdigkeit. In der Beschleunigung, der Optimierung des Selbst und dem Keine-Zeit-Haben für sich und seine Mitmenschen sieht Han eine gefährliche Entwicklung, die die Menschen entmündigt und krank macht. Der Essay wurde 2015 von der Filmemacherin Isabella Gresser verfilmt und erschien 2016. In diesem Film wird Han in Seoul und Berlin interviewt. In beiden Städten wird den Symptomen der Müdigkeitsgesellschaft nachgegangen.
In seinen aktuellen Veröffentlichungen, die meist in der Form gesellschaftskritischer Zeitdiagnosen verfasst sind, beschäftigt sich Byung-Chul Han mit transparentem Verhalten des heutigen Subjekts, das er als durch neoliberale Marktkräfte erzwungene kulturelle Norm interpretiert. Viele Subjekte von heute würden diesen Kult des Individualismus für Freiheit halten, obwohl er Teil des kapitalistischen Selbstausbeutungssystems sei. Han befürchtet einen Druck zur freiwilligen Offenlegung intimer Details, der ihm zufolge an Pornografie grenze und ein totalitäres System der Offenheit zu Lasten anderer sozialer Werte wie der Scham, der Vertraulichkeit und des Vertrauens erzeuge. Aber viele Menschen mieden Liebe und Nähe, weil sie zu einer Verletzung führen könnten. Liebe sei in einer Welt der vollständigen Anwesenheit, in der jeder Einzelne ein narzisstisches und depressives Subjekt zugleich geworden ist, nicht mehr möglich. So werde der aktuelle Alltag von Sichtbarkeit und Oberflächlichkeit beherrscht. Die Erosion der Privatsphäre, an der auch etwas wie z. B. ein Wikipedia-Eintrag mitwirke, sei eine Konsequenz der Tatsache, dass „Menschen behandelt und gehandelt werden wie Datenpakete für wirtschaftlichen Nutzen. Mit anderen Worten, Menschen sind zu Waren geworden“.

## Rezeption
Im Zeit-Interview von 2014 wird Han als Philosoph vorgestellt, der „mit wenigen Sätzen Gedankengebäude zum Einsturz bringen kann, die unseren Alltag tragen“. Dafür werde er verehrt und kritisiert. Die spanische Zeitung El País bezeichnet Han als einen „neuen Star der deutschen Philosophie“. Sein internationaler Erfolg wird auf seine luziden Analysen der vom Neoliberalismus beherrschten Gegenwart zurückgeführt. Han wird vor allem in Spanien und Lateinamerika breit rezipiert. 2020 wählte das renommierte Kunstmagazin ArtReview Han erstmals zu einer der 100 einflussreichsten Personen in der Kunst weltweit. Kritisiert wurde Hans Werk 2016 vom Literaturkritiker Magnus Klaue, der in ihm eine „düster raunende Kulturkritik“ ausmacht, die sich bevorzugt der Stilform einer „komatöse[n] Parataxe“ bediene.  Washington Post wählte Han zu einer der 50 einflussreichsten Persönlichkeiten der Gegenwart.

## Veröffentlichungen

### Monografien
- Heideggers Herz. Zum Begriff der Stimmung bei Martin Heidegger. Wilhelm Fink, München 1996.
- Todesarten. Philosophische Untersuchungen zum Tod. Wilhelm Fink, München 1998, ISBN 3-7705-3282-1.
- Martin Heidegger. Eine Einführung. Wilhelm Fink (UTB 2069), München 1999.
- Philosophie des Zen-Buddhismus. Reclam Stuttgart, Stuttgart 2002. (Reclams Universal-Bibliothek 18185)
- Tod und Alterität. Wilhelm Fink, München 2002, ISBN 3-7705-3660-6.
- Hyperkulturalität. Kultur und Globalisierung. Merve, Berlin 2005, ISBN 3-88396-212-0.
- Was ist Macht? Reclams Universal-Bibliothek, Stuttgart 2005, ISBN 3-15-018356-1.
- Hegel und die Macht. Ein Versuch über die Freundlichkeit. Wilhelm Fink, München 2005, ISBN 3-7705-4201-0.
- Gute Unterhaltung. Eine Dekonstruktion der abendländischen Passionsgeschichte. Vorwerk8, Berlin 2006, ISBN 3-930916-84-3.
- Abwesen. Zur Kultur und Philosophie des Fernen Ostens. Merve, Berlin 2007, ISBN 978-3-88396-235-1.
- Duft der Zeit. Ein philosophischer Essay zur Kunst des Verweilens. Transcript, Bielefeld 2009, ISBN 978-3-8376-1157-1.
- Müdigkeitsgesellschaft. Matthes & Seitz,  Berlin 2010, ISBN 978-3-88221-616-5.
  - Erweiterte Neuauflage: Müdigkeitsgesellschaft Burnoutgesellschaft Hoch-Zeit. Matthes & Seitz,  Berlin 2016, ISBN 978-3957572745.
- Shanzhai 山寨 − Dekonstruktion auf Chinesisch. Merve, Berlin 2011, ISBN 978-3-88396-294-8.
- Topologie der Gewalt. Matthes & Seitz,  Berlin 2011, ISBN 978-3-88221-495-6.
- Transparenzgesellschaft. Matthes & Seitz,  Berlin 2012, ISBN 978-3-88221-595-3.
- Agonie des Eros. Matthes & Seitz, Berlin 2012, ISBN 978-3-88221-973-9.
- Digitale Rationalität und das Ende des kommunikativen Handelns. Matthes & Seitz, Berlin 2013, ISBN 978-3-88221-066-8.
- Im Schwarm. Ansichten des Digitalen. Matthes & Seitz, Berlin 2013, ISBN 978-3-88221-037-8.
- Psychopolitik: Neoliberalismus und die neuen Machttechniken (Essayband). S. Fischer Verlag, Frankfurt 2014, ISBN 978-3-10-002203-5.
- Die Errettung des Schönen. S. Fischer Verlag, Frankfurt am Main 2015, ISBN 978-3-10-002431-2.[19]
- Die Austreibung des Anderen. Gesellschaft, Wahrnehmung und Kommunikation heute. S. Fischer Verlag, Frankfurt am Main 2016, ISBN 978-3-10-397212-2.
- Close-Up in Unschärfe. Bericht über einige Glückserfahrungen. Merve, Berlin 2016, ISBN 978-3-88396-387-7.
- Lob der Erde. Eine Reise in den Garten. Ullstein, Berlin 2018, ISBN 978-3-550-05038-1.
- Vom Verschwinden der Rituale. Eine Topologie der Gegenwart. Ullstein, Berlin 2019, ISBN 978-3-550-05071-8.
- Kapitalismus und Todestrieb. Essays und Interviews. Matthes & Seitz, Berlin 2019, ISBN 978-3-95757-830-3.
- Palliativgesellschaft. Schmerz heute. Matthes & Seitz, Berlin 2020. ISBN 978-3-95757-269-1.
- Undinge. Umbrüche der Lebenswelt. Ullstein, Berlin 2021. ISBN 978-3-550-20125-7.
- Infokratie. Digitalisierung und die Krise der Demokratie. Matthes & Seitz, Berlin 2021. ISBN 978-3-7518-0526-1.
- Vita Contemplativa oder von der Untätigkeit. Ullstein, Berlin 2022. ISBN 978-3-550-20213-1.
- Die Krise der Narration. Matthes & Seitz, Berlin 2023. ISBN 978-3-7518-0564-3.
- Der Geist der Hoffnung: Wider die Gesellschaft der Angst. Eine philosophische Gegenposition zum derzeitigen Krisenmodus. Ullstein, Berlin 2024, ISBN 978-3-550-20266-7.

### Aufsätze
- Derridas Gedanken zu Europa in „Das andere Kap“. In: Europa-Philosophie. Hrsg. v. Werner Stegmaier, Berlin 2000 (de Gruyter). S. 177–188
- Liebe und Gerechtigkeit bei F. Nietzsche. In: Nietzsche und das Recht. Hg. v. K. Seelmann. Beiheft des Archiv für Rechts- und Sozialphilosophie. Stuttgart 2001. S. 77–83
- Kommentar zu § 45-53 von „Sein und Zeit“ (mit A. Hügli). In: „Sein und Zeit“ in der Reihe „Klassiker Auslegen“ (Akademie Verlag). Hg. v. Th. Rentsch. Berlin 2001. S. 133–148
- Über die Freundlichkeit. Zur Ethik Martin Heideggers. In: Akzente (1.2002). S. 54–68
- Über die Aneignung. In: Merkur (11.2003). S. 1057–1061
- Die Freundlichkeit des Verstehens. Eine philosophische Etymologie des „Verstehens“. In: Reformatio. Zeitschrift für Kultur Politik Religion (1.2004). S. 4–6
- Das Klonen und der Ferne Osten. In: Lettre International (64.2004). S. 108–109
- Hegels Buddhismus. Hegel-Jahrbuch 2004. S. 298–301
- Hegel und die Fremden. In: Allgemeine Zeitschrift für Philosophie (3.2004). S. 215–223
- Globalisierung und Hyperkultur. In: Lettre International (74.2006). S. 122–123
- Über das Schließen – Eine Eloge. In: Scheidewege – Jahresschrift für skeptisches Denken. Jahrgang 2008/09
- Flaches Geld. Kapitalismus und Religion oder Am Nullpunkt der Kontemplation. In: Lettre International Jubiläumsheft (Heft 81, 2008) „So leben wir jetzt. Künstler, Dichter, Denker zur Lage der Welt“. S. 112–117

### Filme
- Müdigkeitsgesellschaft: Byung-Chul Han in Seoul und Berlin. Dokumentarfilm von Isabella Gresser (2016)
- Der Mann der einbricht (2017)